# Technomyrmex allectus
Technomyrmex allectus är en myrart som först beskrevs av Hermann Stitz 1916.  Technomyrmex allectus ingår i släktet Technomyrmex och familjen myror. Inga underarter finns listade i Catalogue of Life.